# Giordano Vaquero Campo
Giordano Vaquero Campo (Alcázar de San Juan, Ciudad Real, 1950-30 de noviembre de 2014) fue un artista plástico español.
Pintor autodidacta, su obra se caracteriza por representar de manera abstracta la fragmentariedad y la complejidad de la realidad; por insertarse con claridad en un discurso de la carencia, de la negación, de la duda; y por reflejar la temporalidad de manera exquisita. José Corredor-Matheos escribió que “el tiempo parece haber dejado su huella en estas pinturas”. "Las formas que produce", se escribió a propósito de su obra, "son diseminadas, exentas de cualquier referencia figurativa, prevaleciendo la función matérica, distribuida por transparencias, difuminados, patinados, rugosidades y texturas en relieve".

## Exposiciones
Participó en numerosas exposiciones colectivas y protagonió individuales por toda España, entre ellas:
- 2016, Emotion Art Gallery, Madrid
- 2013, Sala de exposiciones del Ateneo, Madrid
- 2013, Galeria BCM, Barcelona
- 2012, Galeria Kasser Rasu, Marbella (Málaga)
- 2010, Galería Marmuran, Alcázar de San Juan (Ciudad Real)
- 2007, Sala de exposiciones “Gran Teatro”, Manzanares (Ciudad Real)
- 2006, Sala de exposiciones “Convento de Santa Clara”, Alcázar de San Juan (Ciudad Real)
- 2006, Biblioteca “José Hierro”, Talavera de la Reina (Toledo)
- 2006, Centre Cultural Misericordia, Palma de Mallorca
- 2005, Sala de exposiciones “Institut Catalá de Cooperació Iberoamericana”, Barcelona
- 2005, Sala de exposiciones “Universidad del Textil”, Canet de Mar (Barcelona)
- 2005, Sala de exposiciones “Convento de Santa Clara”, Alcázar de San Juan (Ciudad Real)
- 2005, Sala de exposiciones de L`Ateneu Barcelonés, Barcelona
- 2004, Sala de exposiciones “Convento de Santa Clara”, Alcázar de San Juan (Ciudad Real)
- 2002, Sala “Agustín Ubeda”, Herencia (Ciudad Real)
- 2000, Sala “Joan Miró” del Palacio de Congresos y Exposiciones, Madrid

## Libros ilustrados
Colaboró con la Editorial Candaya en la ilustración de varias obras literarias:
- Teresa Martín Taffarel, Lecciones de ausencia, Canet de Mar: Candaya, 2005 (ISBN: 978-84-933546-6-4).
- Ernesto Pérez Zúñiga, Cuadernos del hábito oscuro, Canet de Mar: Candaya, 2008 (ISBN: 978-84-934923-4-2).